# Jonah Dornheim
Jonah Dornheim (* 7. August 2008) ist ein deutscher Volleyballspieler.

## Karriere
Dornheim ist der Sohn des ehemaligen Nationalspielers und Trainers Michael Dornheim. Er begann seine Karriere in der Jugend beim TSV Schmiden. Mit dem Team wurde er 2022 deutscher U18-Meister. Seit 2022 spielt er bei den Barock Volleys MTV Ludwigsburg. In der Saison 2023/24 kam er in Ludwigsburg in der Oberliga zum Einsatz und spielte parallel dazu mit der zweiten Mannschaft der Baden Volleys SSC Karlsruhe in der Dritten Liga Süd. In Ludwigsburg gab er im Alter von 15 Jahren sein Debüt in der zweiten Liga. In der Saison 2024/25 schaffte er mit der ersten Mannschaft der Barock Volleys den Aufstieg in die erste Liga. Auch 2025/26 spielte Dornheim für Ludwigsburg.